# Collins (New York)
Collins è un comune degli Stati Uniti d'America, situato nello Stato di New York, nella contea di Erie.